# Puchar Konfederacji w piłce nożnej 2003
Puchar Konfederacji 2003 został rozegrany w dniach 18-29 czerwca 2003 we Francji. Wydarzenia związane z finałem zeszły na dalszy plan po śmierci kameruńskiego piłkarza. Marc-Vivien Foé podczas półfinałowego meczu z Kolumbią niespodziewanie zasłabł i mimo natychmiastowej pomocy lekarskiej zmarł po przewiezieniu do szpitala.

## Uczestnicy
- Francja – gospodarz oraz Mistrz Europy (zwycięzca Euro 2000)
- Brazylia – Mistrz Świata 2002
- Stany Zjednoczone – Mistrz Ameryki Północnej (zwycięzca Złotego Pucharu CONCACAF 2002)
- Kolumbia – Mistrz Ameryki Południowej (zwycięzca Copa América 2001)
- Japonia – Mistrz Azji (zwycięzca Pucharu Azji 2000)
- Kamerun – Mistrz Afryki (zwycięzca Pucharu Narodów Afryki 2002)
- Turcja – trzecie miejsce podczas Mistrzostw Świata 2002[1]
- Nowa Zelandia – Mistrz Oceanii (zwycięzca Pucharu Narodów Oceanii 2002)

## Stadiony
| Francja                                 |                                          |                              |                                         |
| Saint-Denis                             | Lyon                                     | Saint-DenisLyonSaint-Étienne | Saint-Étienne                           |
| Stade de France                         | Stade Gerland                            | Saint-DenisLyonSaint-Étienne | Stade Geoffroy-Guichard                 |
| Pojemność: 80 000                       | Pojemność: 41 000                        | Saint-DenisLyonSaint-Étienne | Pojemność: 36 000                       |
| 48°55′28″N 2°21′36″E/48,924444 2,360000 | 45°43′26″N 4°49′56″E/45,723889 4,832222  | Saint-DenisLyonSaint-Étienne | 45°27′39″N 4°23′25″E/45,460833 4,390278 |
| 2 mecze fazy grupowej, półfinał, finał  | 3 mecze fazy grupowej, mecz o 3. miejsce | Saint-DenisLyonSaint-Étienne | 3 mecze fazy grupowej, półfinał         |
|                                         |                                          | Saint-DenisLyonSaint-Étienne |                                         |

## Runda grupowa

### Grupa A
| Zespół        | Pkt | M | W | R | P | Br+ | Br− | +/− |
| ------------- | --- | - | - | - | - | --- | --- | --- |
| Francja       | 9   | 3 | 3 | 0 | 0 | 8   | 1   | +7  |
| Kolumbia      | 6   | 3 | 2 | 0 | 1 | 4   | 2   | +2  |
| Japonia       | 3   | 3 | 1 | 0 | 2 | 4   | 3   | +1  |
| Nowa Zelandia | 0   | 3 | 0 | 0 | 3 | 1   | 11  | -10 |

| 18 czerwca 2003 18:00 CEST | Nowa Zelandia | 0:3(0:1)Raport | Japonia · 12', 75' Nakamura · 65' Nakata | Stade de France, Saint-Denis Widzów: 36 038 Sędzia: Coffi Codjia |
|                            |               |                |                                          |                                                                  |

| 18 czerwca 2003 21:00 CEST | Francja · Henry 39' (k.) | 1:0(1:0)raport | Kolumbia | Stade de Gerland, Lyon Widzów: 38 541 Sędzia: Lucílio Batista (Portugalia) |
|                            |                          |                |          |                                                                            |

| 20 czerwca 2003 19:00 CEST | Kolumbia · López 58' · Yepes 75' · Hernández 85' | 3:1(0:1)raport | Nowa Zelandia · de Gregorio 27' | Stade de Gerland, Lyon Widzów: 22 811 Sędzia: Carlos Batres (Gwatemala) |
|                            |                                                  |                |                                 |                                                                         |

| 20 czerwca 2003 21:00 CEST | Francja · Pirès 43' (k.) · Govou 65' | 2:1(1:0)raport | Japonia · Nakamura 59' | Stade Geoffroy-Guichard, Saint-Étienne Widzów: 33 070 Sędzia: Mark Shield (Australia) |
|                            |                                      |                |                        |                                                                                       |

| 22 czerwca 2003 21:00 CEST | Francja · Kapo 17' · Henry 20' · Cissé 71' · Giuly 90+1' · Pirès 90+3' | 5:0(2:0)raport | Nowa Zelandia | Stade de France, Saint-Denis Widzów: 36 842 Sędzia: Masoud Moradi (Iran) |
|                            |                                                                        |                |               |                                                                          |

| 22 czerwca 2003 21:00 CEST | Japonia | 0:1(0:0)raport | Kolumbia · Hernández 68' | Stade Geoffroy-Guichard, Saint-Étienne Widzów: 24 541 Sędzia: Jorge Larrionda (Urugwaj) |
|                            |         |                |                          |                                                                                         |

### Grupa B
| Zespół            | Pkt | M | W | R | P | Br+ | Br– | +/− |
| Kamerun           | 7   | 3 | 2 | 1 | 0 | 2   | 0   | +2  |
| Turcja            | 4   | 3 | 1 | 1 | 1 | 4   | 4   | 0   |
| Brazylia          | 4   | 3 | 1 | 1 | 1 | 3   | 3   | 0   |
| Stany Zjednoczone | 1   | 3 | 0 | 1 | 2 | 1   | 4   | –3  |

| 19 czerwca 2003 19:00 CEST | Turcja · Yılmaz 40' (k.) · Şanlı 73' | 2:1(1:0)raport | Stany Zjednoczone · Beasley 37' | Stade Geoffroy-Guichard, Saint-Étienne Widzów: 16 944 Sędzia: Jorge Larrionda (Urugwaj) |
|                            |                                      |                |                                 |                                                                                         |

| 19 czerwca 2003 21:00 CEST | Brazylia | 0:1(0:0)raport | Kamerun · Eto’o 83' | Stade de France, Saint-Denis Widzów: 46 719 Sędzia: Walentin Iwanow (Rosja) |
|                            |          |                |                     |                                                                             |

| 21 czerwca 2003 19:00 CEST | Kamerun · Geremi 90+1' (k.) | 1:0(0:0)raport | Turcja | Stade de France, Saint-Denis Widzów: 43 743 Sędzia: Carlos Amarilla (Paragwaj) |
|                            |                             |                |        |                                                                                |

| 21 czerwca 2003 21:00 CEST | Brazylia · Adriano 22' | 1:0(1:0)raport | Stany Zjednoczone | Stade de Gerland, Lyon Widzów: 20 306 Sędzia: Lucílio Batista (Portugalia) |
|                            |                        |                |                   |                                                                            |

| 23 czerwca 2003 21:00 CEST | Brazylia · Adriano 23' · Alex 90+3' | 2:2(1:0)raport | Turcja · Karadeniz 53' · Yılmaz 81' | Stade Geoffroy-Guichard, Saint-Étienne Widzów: 29 170 Sędzia: Markus Merk (Niemcy) |
|                            |                                     |                |                                     |                                                                                    |

| 23 czerwca 2003 21:00 CEST | Stany Zjednoczone | 0:0raport | Kamerun | Stade de Gerland, Lyon Widzów: 19 206 Sędzia: Mark Shield (Australia) |
|                            |                   |           |         |                                                                       |

## Faza finałowa

### Drabinka
|  |                            |           |           |                          |   |         |         |       |
|  | Półfinały                  | Półfinały | Półfinały |                          |   | Finał   | Finał   | Finał |
|  | Półfinały                  | Półfinały | Półfinały |                          |   | Finał   | Finał   | Finał |
|  | 26 czerwca – Lyon          |           |           |                          |   |         |         |       |
|  |                            |           |           |                          |   |         |         |       |
|  | Kamerun                    | Kamerun   | 1         |                          |   |         |         |       |
|  | Kamerun                    | Kamerun   | 1         | 29 czerwca – Saint-Denis |   |         |         |       |
|  | Kolumbia                   | Kolumbia  | 0         |                          |   |         |         |       |
|  | Kolumbia                   | Kolumbia  | 0         |                          |   | Kamerun | Kamerun | 0     |
|  | 26 czerwca – Saint-Denis   |           |           |                          |   | Kamerun | Kamerun | 0     |
|  |                            |           | Francja   | Francja                  | 1 |         |         |       |
|  | Francja                    | Francja   | Francja   | Francja                  | 1 | 3       |         |       |
|  | Francja                    | Francja   |           |                          |   |         |         |       |
|  | Turcja                     | Turcja    | 2         |                          |   |         |         |       |
|  | Turcja                     | Turcja    | 2         | Mecz o 3. miejsce        |   |         |         |       |
|  |                            |           |           |                          |   |         |         |       |
|  | 28 czerwca – Saint-Étienne |           |           |                          |   |         |         |       |
|  |                            |           |           |                          |   |         |         |       |
|  | Kolumbia                   | Kolumbia  | 1         |                          |   |         |         |       |
|  | Kolumbia                   | Kolumbia  | 1         |                          |   |         |         |       |
|  | Turcja                     | Turcja    | 2         |                          |   |         |         |       |
|  | Turcja                     | Turcja    | 2         |                          |   |         |         |       |

### Półfinały
| 26 czerwca 2003 18:00 CEST | Kamerun · N’Diefi 9' | 1:0(1:0)raport | Kolumbia | Stade de Gerland, Lyon Widzów: 12 352 Sędzia: Markus Merk (Niemcy) |
|                            |                      |                |          |                                                                    |

| 26 czerwca 2003 21:00 CEST | Francja · Henry 11' · Pirès 26' · Wiltord 43' | 3:2(3:1)raport | Turcja · Karadeniz 42' · Şanlı 48' | Stade de France, Saint-Denis Widzów: 41,195 Sędzia: Jorge Larrionda (Urugwaj) |
|                            |                                               |                |                                    |                                                                               |

### Mecz o 3. miejsce
| 28 czerwca 2003 18:00 CEST | Kolumbia · Hernández 63' | 1:2(0:1)raport | Turcja · Şanlı 2' · Yılmaz 86' | Stade Geoffroy-Guichard, Saint-Étienne Widzów: 18 237 Sędzia: Mark Shield (Australia) |
|                            |                          |                |                                |                                                                                       |

### Finał
| 29 czerwca 2003 21:00 CEST | Kamerun | 0:1(0:0)raport | Francja · Henry 97' | Stade de France, Saint-Denis Widzów: 51 985 Sędzia: Walentin Iwanow (Rosja) |
|                            |         |                |                     |                                                                             |

Kamerun: Idris Kameni, Jean Joel Perrier Doumbe, Rigobert Song, Thimothee Atouba, Modeste Mbami, Geremi, Pius N’Diefi (67' Samuel Eto’o), Lucien Mettomo, Valery Mezague (91' Achille Emana), Mohamadou Idrissou, Eric Djemba-Djemba
Francja: Fabien Barthez, Bixente Lizarazu, William Gallas, Olivier Dacourt (90' Olivier Kapo), Marcel Desailly, Djibril Cissé, Ludovic Giuly, Sylvain Wiltord (65' Robert Pirès), Thierry Henry, Benoît Pedretti, Willy Sagnol (76' Lilian Thuram)

## Strzelcy

### 4 gole
- Thierry Henry

### 3 gole
- Giovanni Hernández
- Tuncay Şanlı
- Shunsuke Nakamura
- Robert Pirès
- Okan Yılmaz

### 2 gole
- Adriano
- Gökdeniz Karadeniz

### 1 gol
- Alex
- Samuel Eto’o
- Geremi
- Pius N’Diefi
- Jorge López
- Mario Yepes
- Djibril Cissé
- Ludovic Giuly
- Sidney Govou
- Olivier Kapo
- Sylvain Wiltord
- Hidetoshi Nakata
- Raf de Gregorio
- DaMarcus Beasley